# Jean-Frédéric Oberlin
 (février 2018).
Pour les articles homonymes, voir Oberlin.
Johann Friedrich Oberlin, Jean-Frédéric Oberlin en français, né le 31 août 1740 à Strasbourg et mort le 1er juin 1826  à Waldersbach, est un pasteur protestant alsacien, piétiste et apôtre du progrès social.

## Biographie

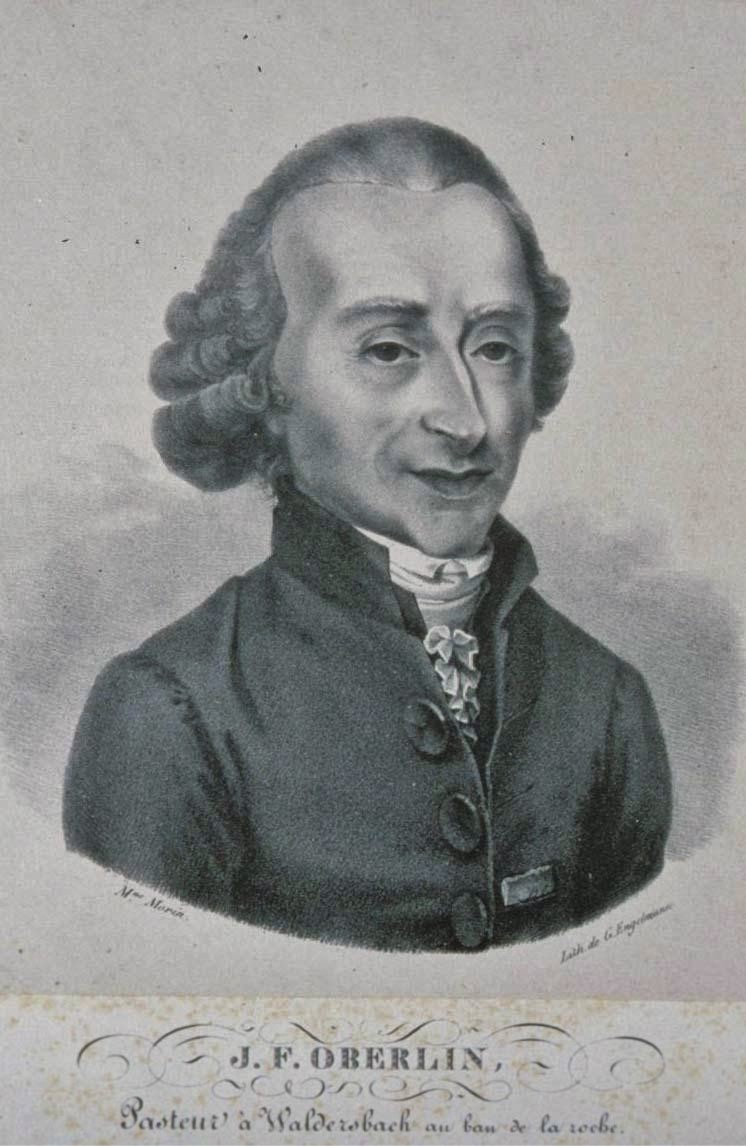
« J. F. Oberlin, pasteur à Waldersbach », dessin de Mme Morin, lithographie par Godefroy Engelmann, 1820. BnF.

### Jeunesse et études
Fils de Jean-Georges Oberlin (1701–1770), professeur au gymnase protestant de Strasbourg, et de Marie-Madeleine, née Feltz (1718–1787), Oberlin reçut son éducation à l'université de Strasbourg. Porté par ses goûts et par une grande piété vers la carrière ecclésiastique, il y étudia la théologie et se fit remarquer parmi ses condisciples non seulement par son intelligence et son application, mais aussi par un enthousiasme religieux qui se rencontre rarement chez un jeune homme de son âge. Ayant obtenu, en 1763, le grade de maître ès arts, il entra, en qualité de précepteur, dans la maison du chirurgien Ziegenhagen, où il passa trois années et joignit, à ses connaissances d'agriculture acquises durant sa jeunesse, des notions de médecine et de botanique.

### Apostolat à Waldersbach

#### État des lieux à son arrivée
En 1767, il se vit offrir la place peu recherchée de pasteur à Waldersbach, un village pauvre de la haute vallée de la Bruche, situé dans le comté du Ban de la Roche, sur le versant ouest du Champ du Feu. Dès le XVIIe siècle, quelques pasteurs, pénétrés de l’importance de leur mission, comme Jean Nicolas Marmet, Jean Georges Pelletier, de Montbéliard, et surtout son prédécesseur, Jean-Georges Stuber, avaient contribué à améliorer le bien-être de la population déshéritée de cette région. Stuber avait réussi à établir une école convenable, et grâce à ses soins, grâce aussi à son Alphabet méthodique pour faciliter l’art d’épeler et de lire en français, la plupart de ses paroissiens lisaient à peu près couramment, lorsqu’il quitta ce coin de terre qui partageait avec le reste de l’Alsace le privilège de jouir d’une certaine liberté de conscience, pour aller desservir celle de Saint-Thomas à Strasbourg.
Le 6 juillet 1768, il se maria avec la fille d’un professeur à l’université de Strasbourg, Madeleine-Salomé Witter, chez qui il trouva une compagne fidèle et une aide précieuse pour les réformes qu’il projetait.

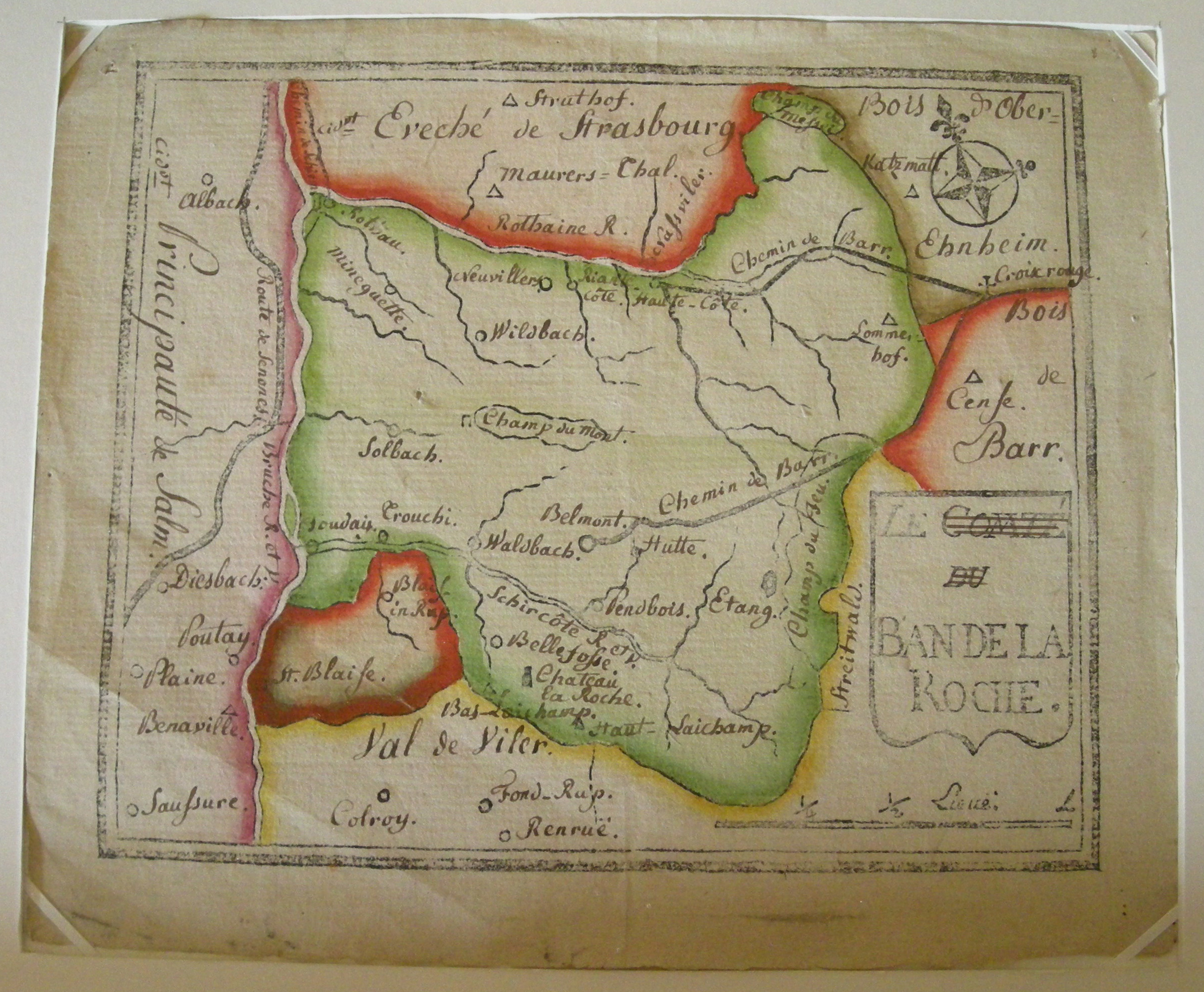
Carte muette du Ban de la Roche, gravée par J.-F. Oberlin en 1776.

#### Travaux d’aménagement routier
Beaucoup restait à faire pour développer la contrée, mais Oberlin ne recula pas devant la tâche. Il fit sentir à ses paroissiens la nécessité de rendre praticables les chemins détestables qui reliaient entre eux les cinq villages de la paroisse, et d’ouvrir une communication régulière jusqu’à la grande route pour mettre le comté en rapport avec Strasbourg. Il vainquit la résistance qu’il rencontra en prenant lui-même la pioche et en se mettant le premier à l’ouvrage. Il leur fit ensuite construire un pont, soutenir par des murailles les terrains près de s’écrouler, bâtir des maisons solides et commodes.

#### Agriculture et mise en valeur des terrains
L’agriculture pouvant être améliorée, Oberlin fit divers essais de culture, puis il acheta un grand nombre d’instruments aratoires, qu’il vendit au prix coûtant ou même au-dessous de ce prix aux cultivateurs qu’il pourvut de semences appropriées à la nature du sol. Il renouvela les plants de pomme de terre, créa des engrais et des prairies artificielles, planta des vergers et des pépinières dans des terrains auparavant stériles, et introduisit le lin, le trèfle et diverses espèces d’arbres fruitiers, d’herbages productifs, de légumes et de céréales, auparavant entièrement inconnus dans le pays. Avec le temps, et sous sa judicieuse direction, le cours des ruisseaux fut fixé, les marais asséchés et ce sol aride, fertilisé par ses soins, prit un aspect plus riant. La culture de la pomme de terre et celle du lin firent, en même temps, de tels progrès, que les cultivateurs trouvèrent bientôt dans l’exportation d’une partie des produits de leurs champs des ressources considérables qui servirent à des améliorations nouvelles.
En même temps qu’il instruisait les hommes faits, Oberlin apprenait aux jeunes adultes ce qui pouvait les intéresser comme cultivateurs et comme chrétiens. Lorsqu’il vit que ses paroissiens appréciaient l’utilité de ses leçons, il voulut les associer d’une façon plus directe aux réformes dont il poursuivait l’accomplissement avec persévérance et fonda, à cet effet, une petite société d’agriculture, qu’il affilia à celle de Strasbourg, et qui encouragea l’élevage des bestiaux par la distribution de prix annuels. Pour faciliter la transaction des affaires, il organisa deux caisses. Une caisse d’emprunts prêtait sans intérêts aux agriculteurs de petites sommes remboursables à époque fixe, à la seule condition d’une scrupuleuse exactitude dans le remboursement si l’on ne voulait être privé pendant un certain temps de la faculté de renouveler les emprunts. Une caisse d’amortissement, créée à l’aide de cotisations volontaires, contribua à la liquidation des dettes qui grevaient leurs propriétés.

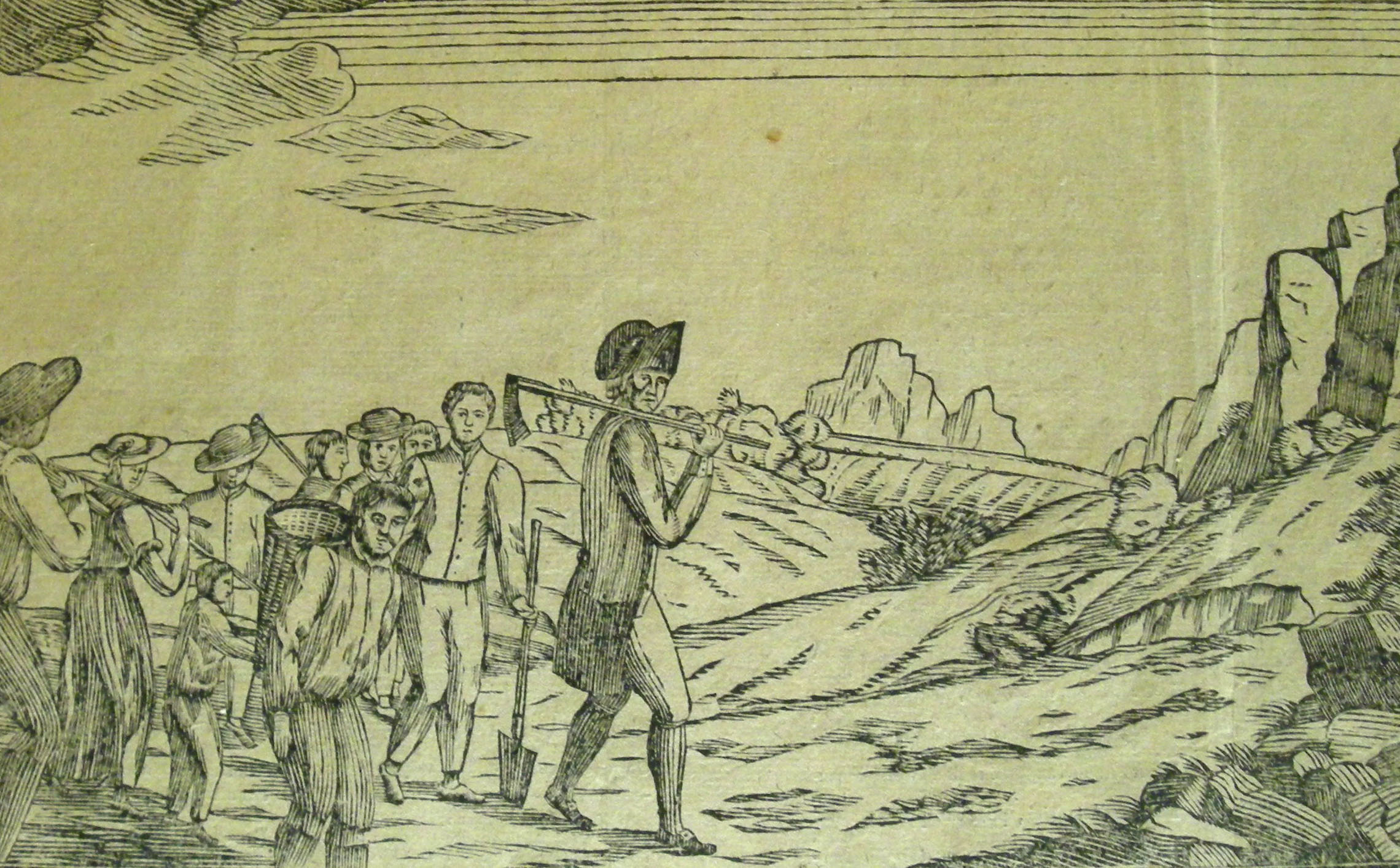
Gravure de 1819 représentant le pasteur Oberlin travaillant sur un chemin.

Les services que rendit Oberlin, pendant plus d’un demi-siècle, à l’agriculture, lui firent décerner, en 1818, une médaille d’or par la Société centrale de Paris. À cette occasion, un des membres, François de Neufchâteau, qui à plusieurs reprises était venu sur les lieux, déclara que lorsqu’on voudrait organiser des colonies agricoles, la création de celle de Walsbach ou Waldersbach serait un des meilleurs modèles à suivre ; il ajouta que parmi les communes rurales déjà existantes il n’en était aucune, même des plus florissantes, où les perfectionnements de l’économie sociale fussent aussi complets et où l’on ne pût méditer avec fruit les Annales du Ban-de la-Roche, commencées en 1770 par le bienfaiteur du pays. Il y avait près d’un siècle que son canton plaidait contre les anciens seigneurs au sujet d’un droit de propriété et d’usage dans les forêts qui couvraient la montagne ; même la Révolution n’avait pas mis fin à ces contestations ruineuses. Après y avoir préparé de loin ses paroissiens, tant dans la conversation que dans la chaire, il parvint à les amener à un arrangement, qui fut signé chez le préfet du Bas-Rhin, Adrien de Lezay-Marnésia.

#### Autres métiers
Comme presque aucun métier, même les plus utiles, n’était exercé dans la paroisse, il en résultait des privations nombreuses ou un surcroît de dépense. Oberlin choisit donc parmi les jeunes garçons ceux dont il devinait l’habileté, les habilla et plaça en apprentissage à Strasbourg un certain nombre de jeunes gens, pour leur faire apprendre les métiers de maçon, charpentier, forgeron, menuisier, vitrier, maréchal-ferrant et charron. Enfin il fit former un maître d’école pour lui faire acquérir des notions de médecine et encourager la formation de sages-femmes, vulgarisa la connaissance et l’emploi des plantes médicinales, et ouvrit une pharmacie. Peu à peu, cette aisance accrut considérablement la population qui, ne se composant que de quatre-vingt à cent familles dans les commencements, en comptait cinq à six cents, quarante ans plus tard.
Afin de fournir du travail à tous les bras, le travail des champs ne suffisant pas à soutenir la majorité des habitants, l’infatigable pasteur chercha dans l’industrie de nouveaux moyens d’existence : il encouragea la filature de coton, et donna des prix aux meilleures fileuses. En 1814, sa réputation attira au Ban de la Roche un ancien directeur de la République helvétique, Jean-Luc Legrand, qui forma une fabrique de passementerie en rubans de soie.

#### Instruction
Oberlin avait le souci du bien-être matériel, mais il voulait aussi développer l’instruction chez la jeunesse. Il fit marcher de front avec les établissements destinés à pourvoir au bien-être matériel de ses paroissiens, les institutions pour développer l’instruction religieuse et l’éducation intellectuelle. Un de ses premiers soins fut de rebâtir l’école de Waldersbach. Oberlin se fiait à la Providence, mais pouvait aussi compter sur le soutien d’amis de Strasbourg. Ses ressources pécuniaires n’étant pas suffisantes à exécuter ce qu’il se proposait, il s’en procura de nouvelles en établissant à Waldersbach une pension, où il eut souvent jusqu’à douze pensionnaires. Ce ne fut que peu de temps avant sa mort que le traitement d’Oberlin fut porté au-delà de 1 000 francs. La suite des évènements justifia néanmoins sa pieuse témérité lorsque, quelques années plus tard les paysans, mieux inspirés, lui vinrent en aide et construisirent à frais communs une école dans chacun des autres villages. Oberlin s’empressa alors d’établir une émulation entre les cinq écoles. La bibliothèque, que son prédécesseur Stuber avait fondée, fut considérablement augmentée et des bibles répandues en grand nombre, avant même la fondation de la Société biblique de Paris. Il publia un almanach dégagé de fables et de préjugés, se procura des cartes géographiques, des livres d’histoire naturelle, une machine électrique et différents instruments de physique.
C’est à lui — ou plutôt à Sara Banzet, qu'il était allé recruter à Belmont — qu’on doit la première idée de l’école maternelle ; il réunit les petits enfants dans des chambres spacieuses, convenablement disposées, et les plaça sous l’inspection de conductrices, qu’il forma lui-même en les faisant passer par une sorte d’apprentissage. Ces surveillantes devaient diriger leurs jeux d’une manière utile, enseigner aux plus grands à filer, à tricoter et à coudre, et varier ces occupations en leur expliquant des cartes de géographie ou des estampes coloriées relatives à quelque sujet tiré de la Bible ou de l’histoire naturelle.

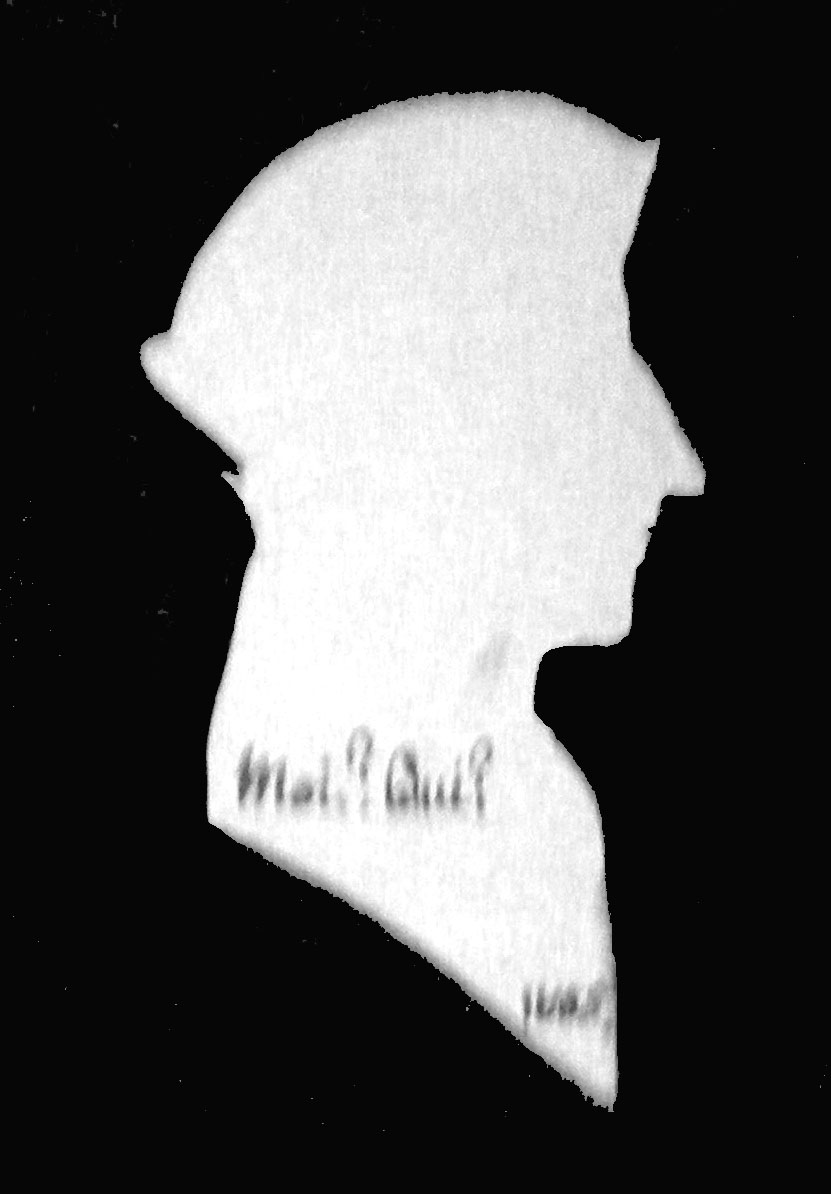
Autoportrait de Jean-Frédéric Oberlin : Moi ? Qui ?, 1785.

#### Amour de l'humanité
L’influence bienfaisante d’Oberlin se manifesta encore par de nombreux actes. Voyant, un jour de 1779, les paysans accabler d’injures un colporteur juif, il leur reprocha de se montrer eux-mêmes indignes du nom de chrétiens, chargea sur ses épaules le ballot de marchandises de l’étranger, le prit par la main et le conduisit jusqu’à sa demeure. Le dimanche suivant, il prononça en chaire un sermon intitulé « Dieu a-t-il rejeté son peuple ? », où il affirmait « je suis aussi Israélite, de la postérité d’Abraham, de la tribu de Benjamin. »
On loue encore son désintéressement, sa tolérance, sa philanthropie qui embrassait tout le genre humain : il vendit son argenterie pour contribuer à l’œuvre des missions ; ému de compassion par le sort des esclaves noirs, il renonça à l’usage du sucre et du café, qui lui semblaient arrosés de leur sang.
Oberlin a donné « Charité » comme deuxième prénom à ses filles Henriette et Louise.

#### Oberlin et la Révolution française
Oberlin accueillit favorablement la Révolution française, participant à l’organisation des fêtes civiques données au Ban de La Roche qu’il préside et organisant des collectes de vêtements pour les conscrits. Lors de la suppression de son traitement par les autorités du département, il prit, pour pouvoir survivre et continuer son œuvre pastorale, une patente professionnelle et devient « artisan en tricotage ». Convoqué à Strasbourg en novembre 1793, il y fait une profession de foi républicaine, dépose le rabat et la robe pastorale et reçoit un certificat de civisme le 18 décembre suivant. Lorsque la Convention ferma de force toutes les églises, Oberlin créa un club au sein duquel il prêcha, sous le nom d’« orateur de la Société populaire », les « clubistes », qui furent obligés, une fois la salle de l’auberge où ils se réunissaient devenue trop petite, de se transporter vers « le Saint Temple de la Raison et de l’Éternel », qui n’était autre que l’église du village. Quand la Convention ordonna la suspension de l’exercice des cultes, Oberlin se mit à avoir des « réunions » chez les paroissiens chaque décadi, expliquant que l’Éternel devrait agréer tout autant le repos du décadi que celui du sabbat, et donnant des suggestions pour continuer à célébrer la Sainte-Cène. Ce patriote sincère et partisan du gouvernement républicain ne craignit pas de braver les révolutionnaires en sauvant le plus de proscrits qu’il put, sans distinction d’opinions ou de culte.

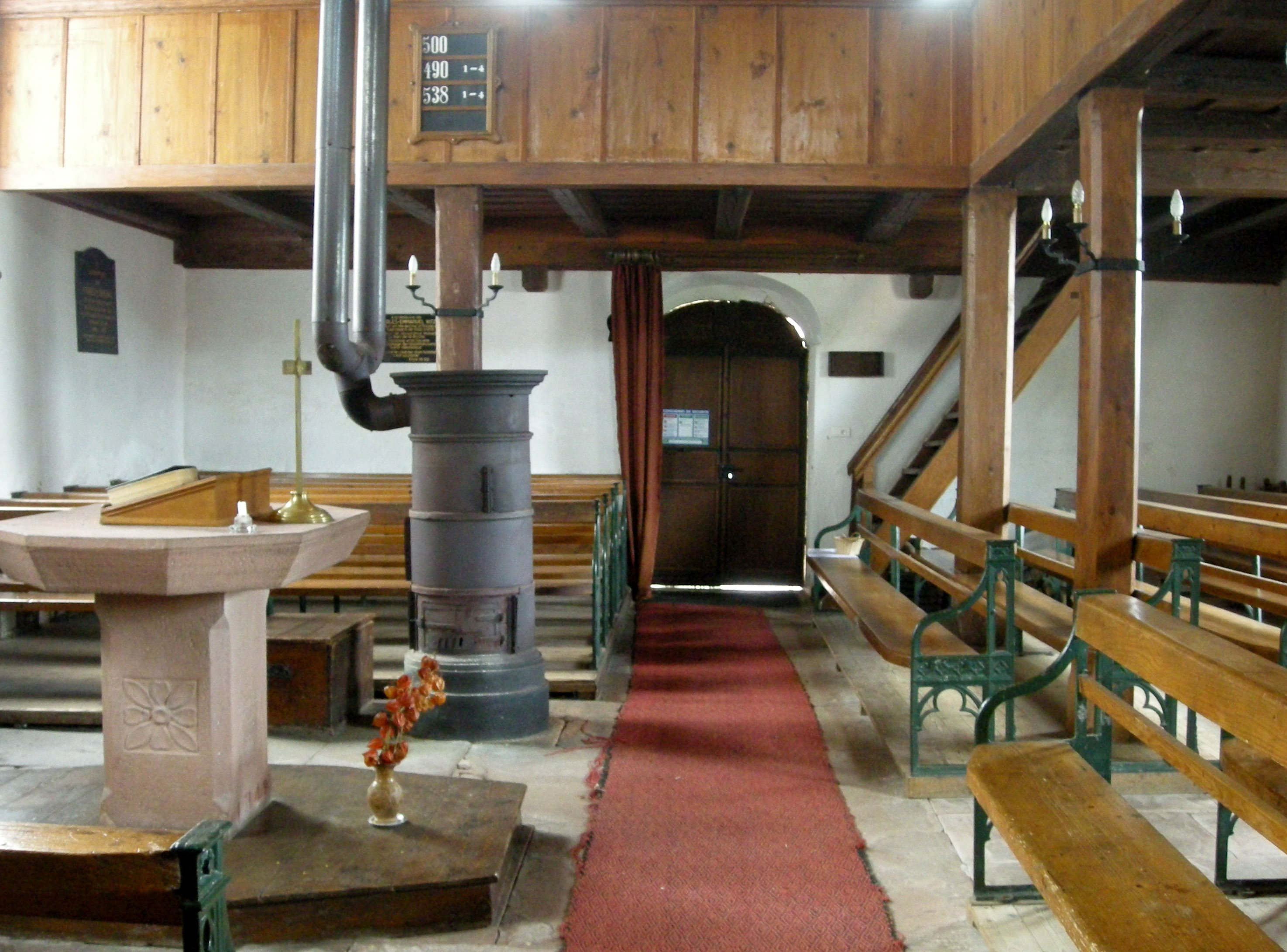
Le temple de Waldersbach, paroisse du pasteur Oberlin.

Admirateur enthousiaste de Lavater et de Franz Joseph Gall, Oberlin, pour exercer son talent comme physionomiste, rassembla un grand nombre de silhouettes, en bas desquelles il écrivait quelquefois son jugement. Il possédait également une collection de pierres luisantes de toutes couleurs, dont il se servait pour tirer des conjectures sur le caractère des personnes d’après la préférence qu’elles donnaient à l’une ou à l’autre.
À la suite de l’œuvre de piété et des efforts du ministre de l’Évangile, pas une commune en France ne put rivaliser avec le Ban de la Roche ni en moralité ni en instruction. Les succès rencontrés par Oberlin au Ban de la Roche répandirent son nom en France et à l’étranger. Plusieurs sociétés philanthropiques l’admirent dans leur sein ; la Société biblique de Londres le choisit pour son principal correspondant. Le 16 fructidor an II, il reçut pour son prédécesseur Stuber et lui-même de la Convention une mention honorable pour sa contribution à « l’universalisation de la langue française ». En 1818, la Société centrale d’agriculture lui décerna une médaille d’or. Le 1er septembre 1819, Louis XVIII le nomma chevalier de la Légion d'honneur. Cependant sa meilleure récompense était l’amour de ses paroissiens.
Sans cesser d’être d’accord avec ses coreligionnaires sur les bases du protestantisme, il s’était formé sur le monde supérieur des idées singulières, assez semblables à celles des spiritualistes et des théosophes modernes dont il affirmait retrouver la source dans l’Évangile. Mais les théories plus ou moins étranges dont il aimait à s’occuper n’eurent d’autre influence sur lui que de fournir un aliment puissant aux qualités de son cœur. Ses sermons, quoique fort simples, étaient rédigés avec grand soin ; après la Bible, « il tirait volontiers ses sujets d’instruction de la vie de personnes distinguées, […] mortes ou vivantes (Mahul) » ; la nature lui offrait aussi un vaste champ de leçons, dans la mesure où il savait trouver dans toutes ses opérations des images des choses spirituelles.

#### Fin de vie
À part sa « grande et inoubliable maladie de trente jours », Oberlin jouit jusqu’à la fin de sa longue vie d’une robuste santé. Dans ses dernières années, il se reposa de la plupart des fonctions pastorales sur son gendre. Lorsque sa dernière maladie se déclara, elle ne dura que quatre jours et Oberlin mourut à l’âge de quatre-vingt-cinq ans, après un ministère de cinquante-neuf années. Son corps fut enterré au village de Fouday, au milieu d’un immense concours de gens de toutes conditions, protestants et catholiques déplorant à l’envi la perte de cet homme.
Sa femme, morte le 18 janvier 1783 après quatorze années de la plus heureuse union, l’avait rendu père de neuf enfants. Deux avaient précédé leur mère dans la tombe. L’ainé des fils survivants, Frédéric-Jérémie, volontaire dans l’armée de la république, périt à la bataille de Bergzabern en 1793. Un troisième, Henri-Gottfried, est l’auteur d’un livre intitulé Propositions géologiques pour servir d’introduction à un ouvrage sur les éléments de la chorographie, avec l’exposé de leur plan et de leur application à la description géognostique, œconomique et médicale du Ban-de-La Roche.
« Jean-Frédéric Oberlin a eu pour successeurs à la cure de Waldersbach son gendre Philippe Louis Rauscher, puis son petit-fils Charles-Emmanuel Witz et enfin son arrière-petit-fils Charles Henri Werner. C’est en 1889 seulement qu’un pasteur étranger à la famille
Oberlin fut nommé à la tête de la paroisse de Waldersbach. »

## Œuvre
Aucun des écrits d’Oberlin n’a été publié, mais il a laissé en manuscrit des Sermons, écrits d’un style très simple et très familier, les Annales du Ban de la Roche depuis 1770, quatre « journaux intimes », de nombreux registres et des manuscrits dont une sorte d’Autobiographie, portant la date de 1784, et une réfutation du traité De senectute de Cicéron.

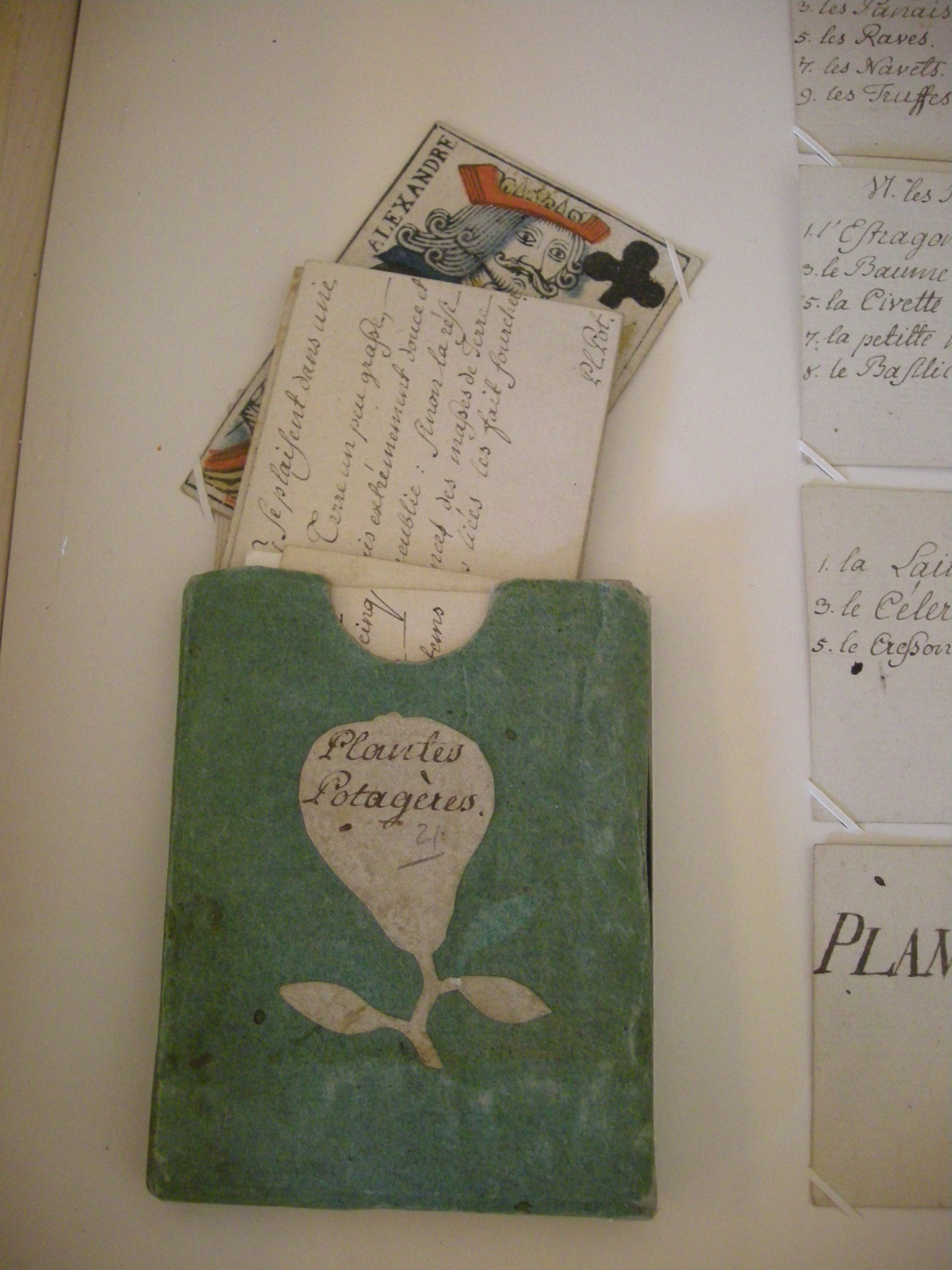
Jeu de cartes conçu par J.-F. Oberlin pour l’enseignement de la botanique.

L’action du pasteur Jean-Frédéric Oberlin modifia durablement la situation et la destinée de ces lieux et populations.
Son travail s’articula autour des axes suivants :
- le développement d’une industrie de tissage, en favorisant le travail à domicile. avec le soutien de son ami bâlois Jean-Luc Legrand, puis du fils de celui-ci, Daniel Legrand ;
- le développement de l’agriculture par l’introduction de nouvelles semences et de nouvelles techniques de cultures (amendement des sols, irrigation, plantation et greffes d’arbres fruitiers) ;
- la construction d’un réseau routier pour désenclaver le Ban de la Roche ;
- l’amélioration des conditions d’hygiène et d’habitat ;
- le financement de la formation de sujets capables à des professions utiles au bien public, comme celle de sage-femme ;
- la mise en œuvre d’instituts de préscolarisation avec un encadrement féminin qualifié « conductrices de la tendre enfance », ce fait est sans précédent pour l’époque.

À son arrivée au Ban de la Roche, il avait trouvé dans les cinq villages de sa paroisse de 80 à 100 familles ; vers la fin de son ministère, on dénombre 3 000 personnes.
C’est au cours des années de famine 1816 et 1817 qu’il donna la mesure de son génie.
Du 20 janvier au 8 février 1778, Oberlin hébergea Jakob Michael Reinhold Lenz, écrivain atteint de schizophrénie ; cet épisode est raconté dans Lenz, une nouvelle de Georg Büchner.

## Rayonnement
Il entretint des relations amicales et épistolaires avec un éventail de personnes, par exemple :
- l’abbé Grégoire,
- le préfet Adrien de Lezay-Marnésia,
- l’écrivain Barbara Juliane von Krüdener,
- Johann Kaspar Lavater,
- Johann Heinrich Jung dit Stilling.

## Famille

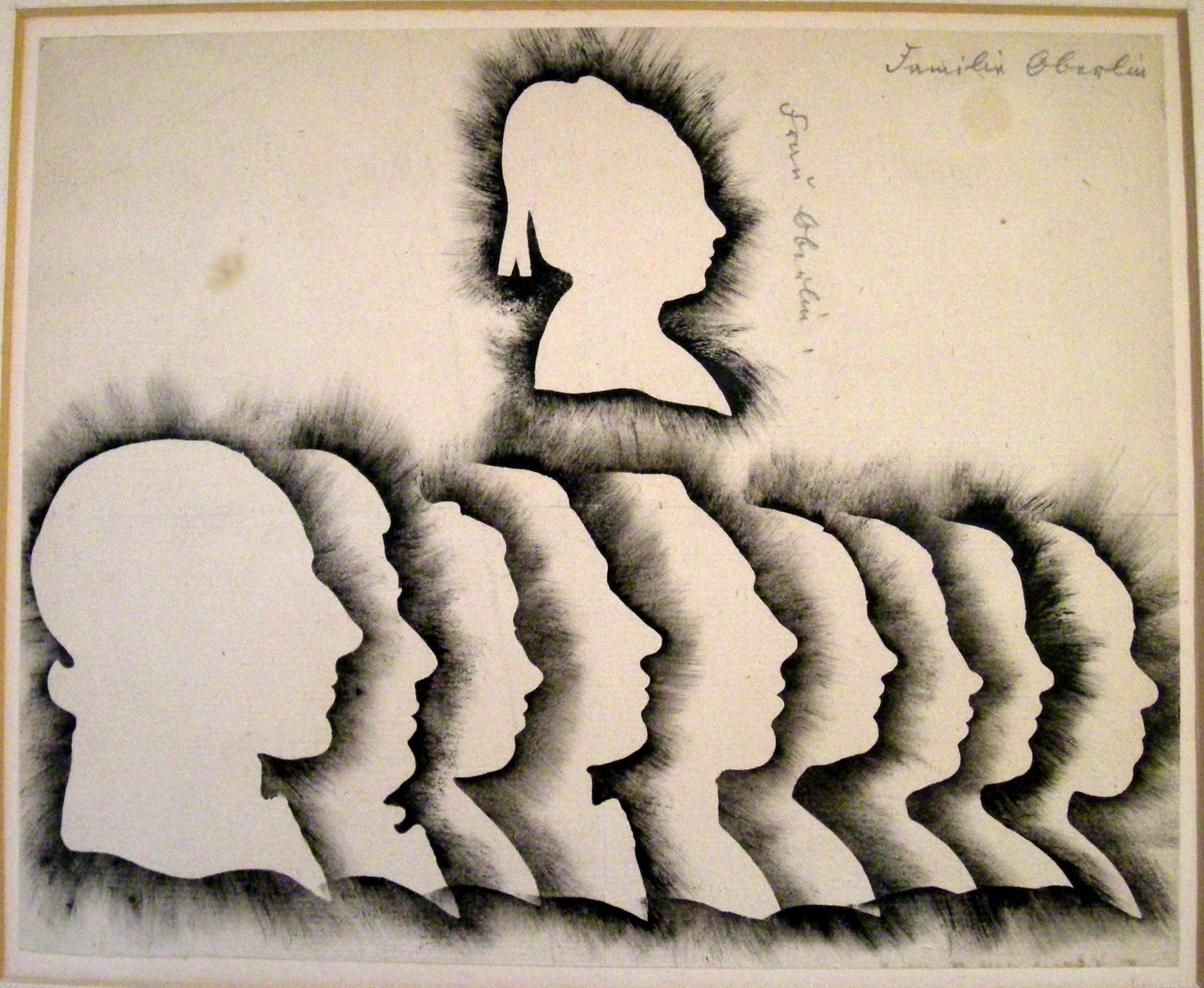
Son épouse Salomé Madeleine et neuf autres membres de sa famille (composition au pochoir).

Jean-Frédéric Oberlin était le frère de Jérémie-Jacques Oberlin.
Il avait eu neuf enfants de son mariage avec Madeleine Salomé Witter :
- Emmanuel Frédéric (né le 24 décembre 1769, mort le 6 février 1771) ;
- Frédéric-Jérémie (né le 2 janvier 1772, mort le 27 août 1793) ;
- Frédérique-Salomé (née le 6 février 1773, morte le 6 novembre 1776) ;
- Fidélité-Caroline (née le 11 septembre 1775, morte le 15 mai 1809), qui épousa le pasteur Jean-Jacques Wolf ;
- Charles-Conservé (né le 27 décembre 1776, mort le 28 mai 1853), pasteur et médecin à Rothau, qui épousa Catherine S. B. Frank (1773–1833) puis Sophie-Caroline Grandgeorge (1811–1893) ;
- Henri-Gottfried (né le 11 mai 1778, mort le 15 novembre 1817), vicaire à Waldersbach ;
- Henriette-Charité (née le 27 octobre 1779, morte le 18 février 1839), qui épousa le pasteur Josué Graf (1779–1834), vicaire à Waldersbach de 1818 à 1824 ;
- Louise-Charité (née le 5 avril 1781, morte le 23 août 1856), qui épousa le pasteur Pierre Witz (1767–1840) ;
- Frédérique-Bienvenue (née le 14 novembre 1782, morte le 18 février 1854), qui épousa Philippe-Louis Rauscher (1769–1842), pasteur à Waldersbach de 1825 à 1842.

## Hommages

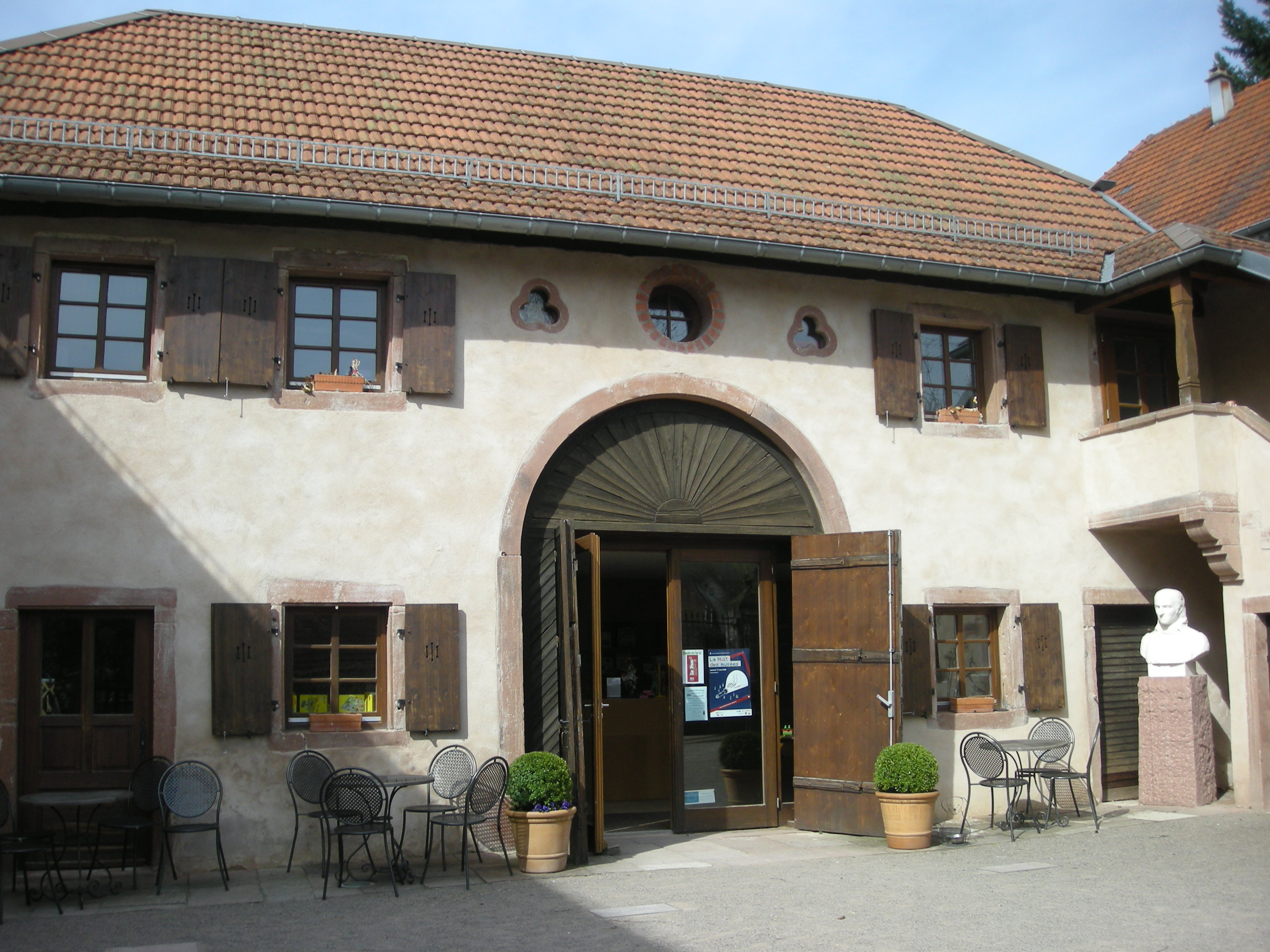
Le musée Jean-Frédéric Oberlin à Waldersbach.

À Waldersbach, où il exerça son ministère pastoral durant près de 60 ans, un musée interactif, le musée Jean-Frédéric-Oberlin, est consacré à son œuvre.
Une ville de l’Ohio, une université d'arts libéraux de cette ville et un conservatoire de cette université portent son nom, ainsi qu'une université japonaise. À Strasbourg, la rue Jean-Frédéric Oberlin perpétue son souvenir. De même la principale librairie de théologie protestante luthéro-réformée de la ville porte son nom.

## Compléments